# 티크나무
티크(Teak, Tectona grandis) 또는 티크나무는 열대 낙엽수로 동남아시아와 남아시아가 원산지이다. 주로 인도, 인도네시아, 말레이시아, 타이, 미얀마에 많이 분포한다. 또한 아프리카와 중앙아메리카에서 재배되기도 한다. 티크는 매우 중요한 목재이다. 대단히 견고하고 습기에도 강하다. 수축과 팽창이 적어 뒤틀림이나 갈라짐이 적으며 가공하기도 쉽다. 벌레에 대해 저항력이 강하고 쇠붙이에 대한 부식이 없어 특히 선박재로 많이 쓰고 차량, 건축, 가구, 조각 재료로도 중요하다.

## 어원
영어 ‘티크(teak)’는 포르투갈어 테카(teca)에서 왔는데, 이는 남아시아어에서 온 말이다. 티크나무는 타밀어로는 tekku (தேக்கு), 텔루구어로는 teku (టేకు), 말라얄람어로는 thekku (തേക്ക്), 싱할라어로는 thekka (තේක්ක), 오리야어로는 ଶାଗୁଆନ, 칸나다어로는 tega (ತೇಗ)로 불린다.